# Amazonka żółtouda
Amazonka żółtouda (Amazona tucumana) – gatunek średniej wielkości ptaka z rodziny papugowatych (Psittacidae), występujący w Andach w Ameryce Południowej. Narażony na wyginięcie.

## Systematyka
Nie wyróżnia się podgatunków. Niekiedy sama bywała uznawana za podgatunek amazonki czerwonoudej (A. pretrei).

## Zasięg występowania
Gatunek ten występuje na terenie dwóch państw: w południowo-wschodniej Boliwii (departamenty: Chuquisaca i Tarija) oraz północno-zachodniej Argentynie (prowincje: Jujuy, Salta, Tucumán i Catamarca).

## Morfologia
Amazonki żółtoude mierzą 31 cm oraz ważą 320 g. W upierzeniu dominuje zielony. Czoło, ogon u podstawy i pokrywy I rzędu są czerwone. Uda pomarańczowe. Oczy pomarańczowo-czerwone, a wokół nich naga, biała skóra. Dziób jasny. Młode wyglądają podobnie, lecz ich uda i pokrywy skrzydłowe są całe zielone oraz mają niewielką ilość czerwonego na czole.

## Ekologia
Ptaki te tworzą stada głównie od kilku do 200, rzadziej do 10 000 osobników. Zamieszkują lasy zboczy Andów od 1800 do 2000 m n.p.m. Pożywienie zdobywają głównie w koronach drzew. Żywią się między innymi nasionami, orzechami, jagodami, kwiatami i młodymi pędami drzew.
Sezon lęgowy przypada na styczeń. Samica składa w dziupli 3–4 białe jaja i wysiaduje je przez 27 dni. Po 8–9 tygodniach od momentu wyklucia się piskląt, młode opuszczają gniazdo.

## Status zagrożenia i ochrona
Od 2011 roku Międzynarodowa Unia Ochrony Przyrody (IUCN) przyznaje amazonce żółtoudej kategorię gatunku narażonego na wyginięcie (VU – Vulnerable); przedtem – od 2005 roku miała status gatunku bliskiego zagrożenia (NT – Near Threatened), a jeszcze wcześniej – gatunku najmniejszej troski (LC – Least Concern). Szacuje się, że na wolności żyje około 6–15 tysięcy dorosłych osobników. Trend liczebności jest spadkowy. Głównymi zagrożeniami dla amazonek żółtoudych są utrata naturalnego środowiska i łapanie do handlu dzikimi zwierzętami. Gatunek ten jest wymieniony w załączniku I do Konwencji o międzynarodowym handlu dzikimi zwierzętami i roślinami gatunków zagrożonych wyginięciem (CITES).